# بوژدووو
بوژدووو (به بلغاری: Bozhdovo) یک منطقهٔ مسکونی در بلغارستان است که در استان بلاگووگراد واقع شده‌است.